# 克里斯托弗·哥伦布
克里斯托弗·哥倫布（西班牙語：Cristóbal Colón，1451年10月31日—1506年5月20日）欧洲著名航海家、探險家與殖民者，其出生于熱內亞共和國（今意大利西北部）。他在西班牙君主伊莎贝拉一世及费尔南多二世的赞助下，于1492年到1502年間四次出海橫渡大西洋，尋找前往亞洲的海路，但最終抵達美洲大陆。他的一系列航行以及建立永久居民点使得美洲大陆與歐洲文明接觸，亦奠定歐洲各國日後在美洲的拓殖。此后，西班牙开始殖民美洲，成为一系列欧洲国家殖民此地的先驱。哥倫布發現及開拓美洲的成就，使西班牙及美國等國家把他發現美洲大陸的日子賦予重要意義，其日期被定為法定假日，亦即哥倫布日。
哥倫布啟程前，西方社會的资本主义和帝国主义抬头，各欧洲王国开始经济竞赛，纷纷通过在世界各地建立贸易航线和殖民地来扩充财富。哥伦布向西航行到达东印度群岛的冒险性计划得到西班牙王室的支持。西班牙王室看到了有可能在与对手有关亚洲的高利润的香料贸易的竞争中取得先手之遥远卻美好的前景。在哥伦布1492年的第一次航行中，他在巴哈马群岛的一个他叫做“圣萨尔瓦多”的地方登陆，雖然不是计划中的日本，但他看見了當地人的虛實及豐富資源，回報給歐洲殖民手段的可行性—可傳教控制、可佔領掠奪、可奴役利用。在后来的三次航行中，哥伦布到达过大安的列斯群岛、小安的列斯群岛、加勒比海岸的委内瑞拉、以及中美洲，并宣布它们为西班牙帝国的领地。
尽管哥伦布不是第一个到达美洲的探险家，他自己也誤以為此處是東印度群島，但哥伦布的航海带來第一次欧洲与美洲的持续的接触，并且开辟了后来延续几个世纪的欧洲探险和殖民海外领地的大时代。哥伦布在现今大多数地方被当做一种无畏探索未知世界的精神象征。哥伦布自己认为他的成就主要在传播了基督的荣光。但是对于美洲原住民而言，哥伦布的到来意味着对美洲原住民野蛮和残酷大掠杀的开始，雖然哥倫布的時代還未能預見此事，但近年來他的成就日益受到左翼人权人士政治批判，亦有批評指有政治正確之嫌，比如部分美加的城市更把法定假日「哥倫布日」改為「美洲原住民日」。

## 早年的生活

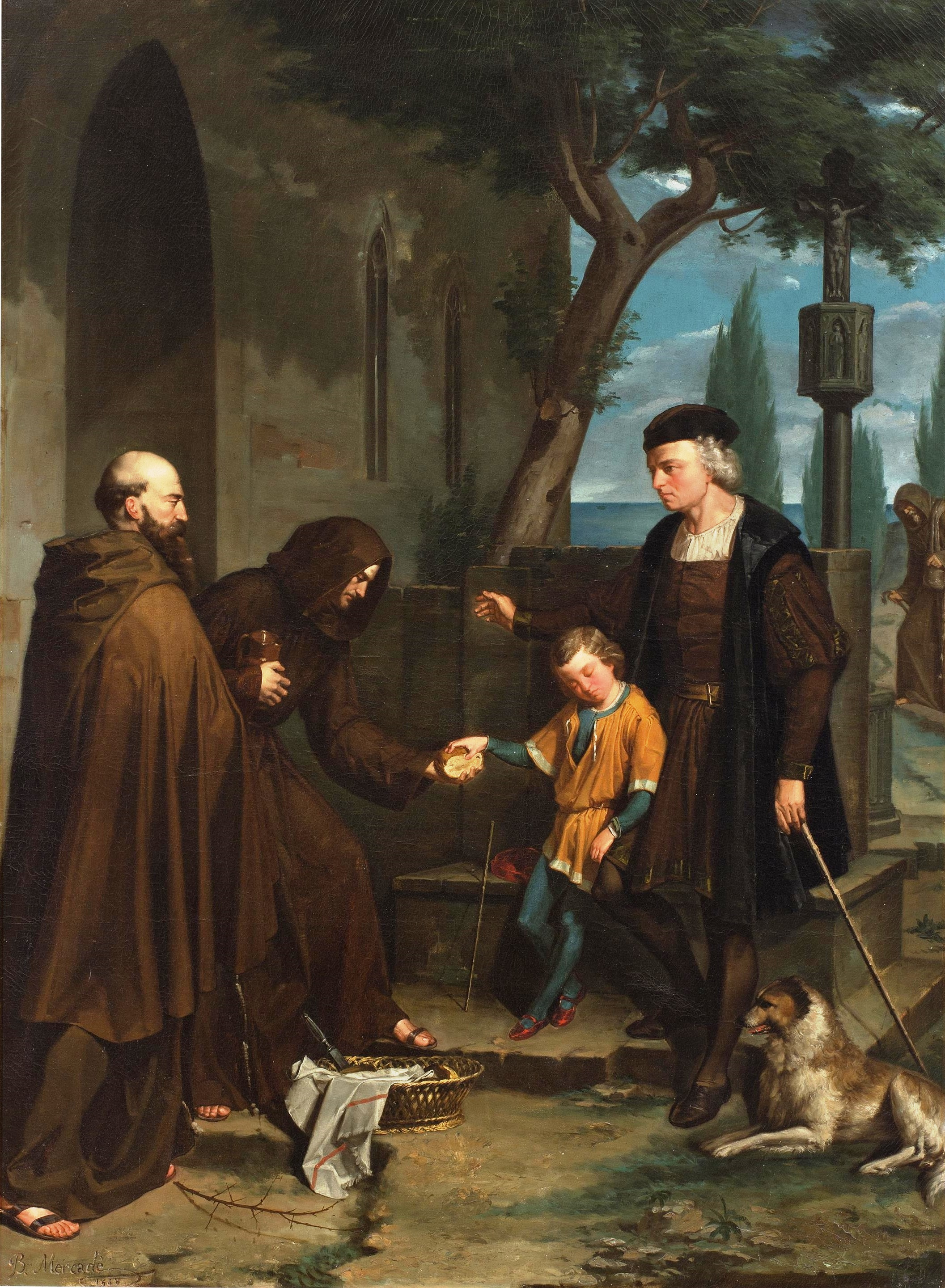
克里斯托弗·哥伦布和他的儿子迭戈在修道院的门口

哥伦布生于熱那亞，出生於1451年8月25日到10月31日的某一天，具體日期不詳。他的父亲是多米尼克·哥伦布，一个在热那亚和萨沃纳工作的中产阶级羊毛纺织工。他还有一个卖奶酪的小摊，哥伦布小时候还帮忙看过摊。哥伦布的母亲是苏珊娜·方塔纳罗萨。哥伦布还有几个兄弟：巴托洛梅奥、乔瓦尼·佩莱格里诺和吉亚科莫。巴托洛梅奥在里斯本的一家地图作坊工作过。
在哥伦布的一篇作品中，他声称自己早在10岁时就出过海。在1470年，哥伦布一家搬往萨沃纳，多米尼克在那接管了一个小客栈。同年，哥伦布被一艘热那亚的船雇佣，为安茹的勒内征服那不勒斯王国。一些现代的历史学家争论说哥伦布不是出自热那亚，而是来自加泰罗尼亚、葡萄牙或西班牙。这些争议的假说基本上都不被主流学者所相信。

## 对东方的追求
哥倫布自幼便熱愛航海。當時的歐洲國家極需要東南亞的香料和黃金。可通往亞洲的陸路卻為奥斯曼土耳其帝國所阻，海路則要經由南非南端的風暴角——好望角。當時已經有地圓說，哥倫布深信只要向西航行就能找出另一條前往東南亞的航線，他先後向西班牙、葡萄牙、英國、法國等國的國王尋求協助，以實現出海西行至中國和印度的計劃，但均得不到幫助。哥倫布在到處游說了十幾年後，1492年終於得到西班牙女王伊莎貝拉一世的資助。
哥伦布並不認為他当时到达了一个以前欧洲人所不知的大陆，而自認到达出发前的目标—东印度群岛。故他将这个大陆上的居民叫做“印第安人（indios，西班牙语的印度人）”。

### 与卡斯蒂利亚王室的协议
经过对西班牙國會的不停游说和两年的协商，哥伦布最终在1492年达成所愿。斐迪南配親王和伊莎贝拉女王刚刚征服了格拉纳达这个伊比利亚半岛上的最后的穆斯林统治地区。他们在科尔多瓦的基督教君主城堡接受了哥伦布的请求。伊莎贝拉先是根据自己的忏悔神父的建议拒绝了哥伦布的建议。当他心灰意冷的正要离开此地的时候，斐迪南干预了此事。伊莎贝拉让一名王室卫士追回了哥伦布，斐迪南后来声称自己是“为什么那些岛被发现的首要原因”。
哥伦布早先由意大利私人投资者那里得到了大约一半的资助。因为在格拉纳达战役后的财政上的窘迫，王室让王室财政主管以哥伦布的计划的名义从几个其他王室账户转移了资金过来。哥伦布被许诺将封为“世界洋海军上将”，将可以得到将来所有收益的一部分。这些条款有点不同寻常的慷慨，但那是因为（如哥伦布的儿子迭戈所写）这些君主们并不认为哥伦布能够回来。
在聖塔菲協議中，斐迪南国王和伊莎贝拉王后答应哥伦布，如果他成功了，他将被授予世界洋海军上将，将被指派为所有他发现并宣布为西班牙领地的土地的总督和统治者。对新土地上的任意一个部门，他都有权让王国从他提名的三人中指定一人任职。他还将可以永远从新土地的总收入中提成10%。另外，他还有权利可以购买在新土地的任何商业冒险事业的1/8的股份以及享受他们的1/8的收益。

由于哥伦布和西班牙王室和它所指派的美洲殖民地管理者之间的紧张关系，使得他在1500年被逮捕并被解除对伊斯帕尼奥拉岛居民点的总督职位。后来还导致了关于哥伦布和他的继承者对西班牙王室许诺给他们的利益的法律诉讼。

在他的“权力书 (哥伦布)”（1502）中描述过的哥伦布的盾徽纹章

## 航行

克里斯托弗·哥伦布的4次航行

从1492年到1503年间，哥伦布完成了4次从西班牙到美洲的来回航行。所以这些航行都是由卡斯提亚王国资助的。这些航行标志着欧洲人对美洲大陆的探险和殖民的开始，因此对西方历史有着不可估量的重要性。尽管哥伦布面对日渐增多反对其观点的证据，但仍然坚持认为他在历次航行中所到过的地方就是马可·波罗以及其他欧洲旅行家说描述过的亚洲大陆的一部分。也因為哥伦布拒绝承认他到过的地方不是亚洲的一部分，可能部分解释了为什么美洲大陆不是以他的名字命名，而是以在他之后的到达美洲的佛罗伦萨的探险家亚美利哥·韦斯普奇的名字命名。

### 首航美洲（1492～1493）

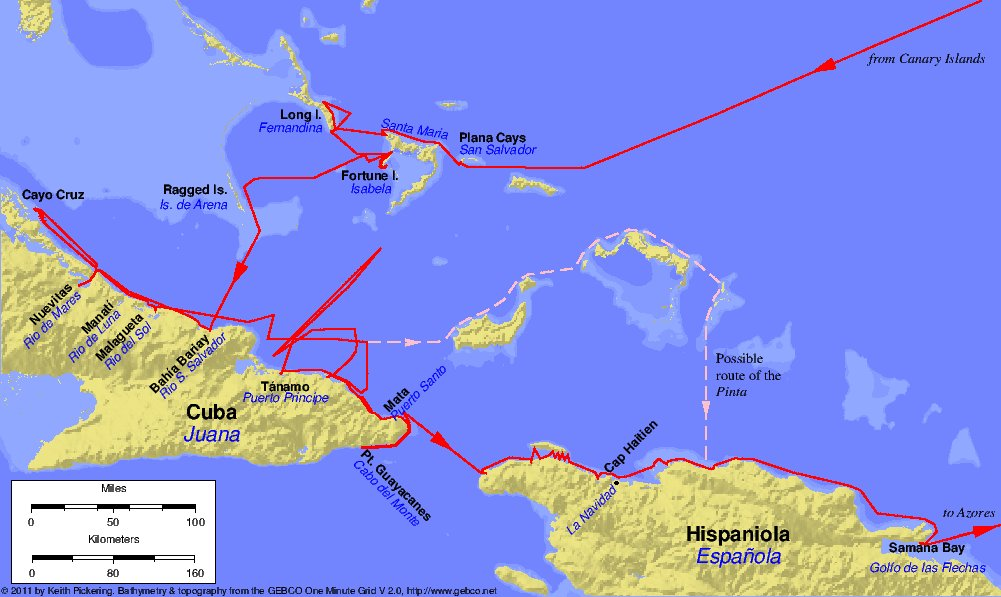
第一次航行。图中黑字为现代地名，哥伦布的命名为蓝色字

1492年8月3日夜里，哥伦布的舰队从西班牙西南海岸的帕洛斯港出发了。他的舰队由3艘帆船和90名船员组成，旗舰是一条大型的克拉克帆船——圣玛利亚号（诨名“加利西亚”号），以及两艘小型的卡拉維爾帆船——平塔号和圣克拉拉号（诨名尼尼亚号）。平塔号和尼尼亚号的船长是来自帕洛斯当地的平松兄弟（马丁·阿隆索·平松和比森特·亚涅斯·平松）。哥伦布首航的一部分资金也是借自平松家族。
哥伦布离开西班牙后不久，就发现平塔号有些损坏。他们首先到达了隶属于卡斯提亚王国的加那利群岛，在大加那利岛得到以修整和修补船只。9月6日，哥伦布的舰队离开了加那利群岛，开始了漫长的长达5周的横渡大西洋的航程。这一路上非常顺利，没有碰见风暴，信风的帮助也使得他们航行很快，从9月9日到18日就西行了1163海里。因为行驶在未知的海域和前所未有的长时间不间断航海，快到达美洲的时候，船上人心浮动。为了稳定船员的情绪，哥伦布一直有真假两个航行里程记录。假的那个告诉船员们的记录上记载的里程数要短些。但因为他在真记录中有计算错误，最后他的假数字反而比真数字更符合实际。經過70天的航行，终于在1492年10月12日星期五清晨两点钟，“平塔”号上的一个水手——胡安·德·特里阿纳罗德里戈·德·特里阿纳（也被称作胡安·罗德里格斯·贝尔梅奥）第一个看到了陆地。随后平塔号的船长马丁·阿隆索·平松确认了这个发现，并鸣炮通知了哥伦布。但哥伦布在返回西班牙后坚持说他已先看到陆地上的火光了。

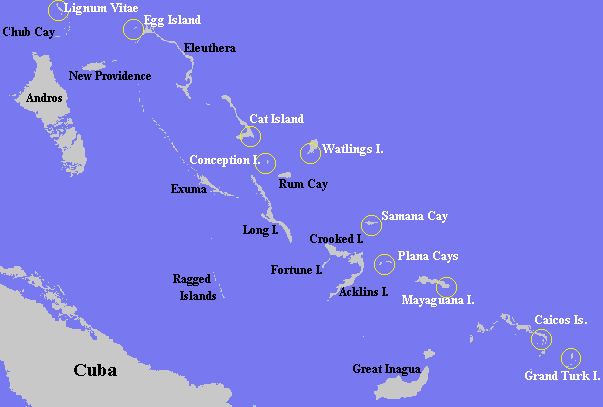
哥倫布首次登陸美洲可能地點示意圖

哥伦布的舰队终于到达的是美洲廬卡雅群島中的一个小岛，当地人称之为瓜那哈尼岛，哥伦布将之命名为“聖薩爾瓦多”。该岛具体位置一直有争论，应该在现今巴哈马境内。最有可能的为现圣萨尔瓦多岛（也称华特林岛）、萨马纳礁岛、普拉纳礁。哥伦布碰到的当地居民（卢卡约人、泰诺人或阿拉瓦克人）非常友善。他们当时还处在新石器时代，武器也就是例如削尖的木头，骨头等。但哥倫布在他1492年10月12日的日誌裡便透露出殖民的內心態度，他說當地人沒有進步的武器和戰術，僅用五十人就可輕易征服，並隨他高興怎麼處理當地人。又認為當地人似乎沒有信仰，哥倫布想把當地原住民以基督教奴役。哥伦布当时认为自己到达的是日本外围的群岛，并将当地人口中的如古巴、海地等大岛当了为日本本岛（也有說法是到達中國或印度）。
哥伦布随后根据当地人的指点，探查了现今古巴的东北海岸，并在10月28日登陆古巴。在11月22日，因为听当地人说附近有个盛产黄金的岛屿，马丁·阿隆索·平松带领平塔号私自离开去探索。哥伦布带领余部继续探索，到达了伊斯帕尼奥拉岛北岸并在12月5日登陆探索。哥伦布将该岛命名为“西班牙”岛，英文化名称即伊斯帕尼奥拉（Hispaniola）。
在圣诞日左右，圣玛利亚号不幸在夜里触礁沉没。当地瓜卡纳加利酋长派人帮助救援，并允许哥伦布留下39名船员建立据点。该据点被命名为纳维达德以纪念圣诞，同时表示旗舰在圣诞前夜遇难。据点位于现今海地的摩尔·圣·尼古拉斯。哥伦布带着仅有的一艘船继续沿着伊斯帕尼奥拉岛的北岸行驶，直到来年1月6日与平塔号相遇汇合。1493年哥伦布做了首航美洲的最后一次停靠。他们在山美纳半岛登陆，遇到了来美洲后的第一次敌意的对待。哥伦布因此将与这些印第安人相遇的地方叫做“箭头湾”

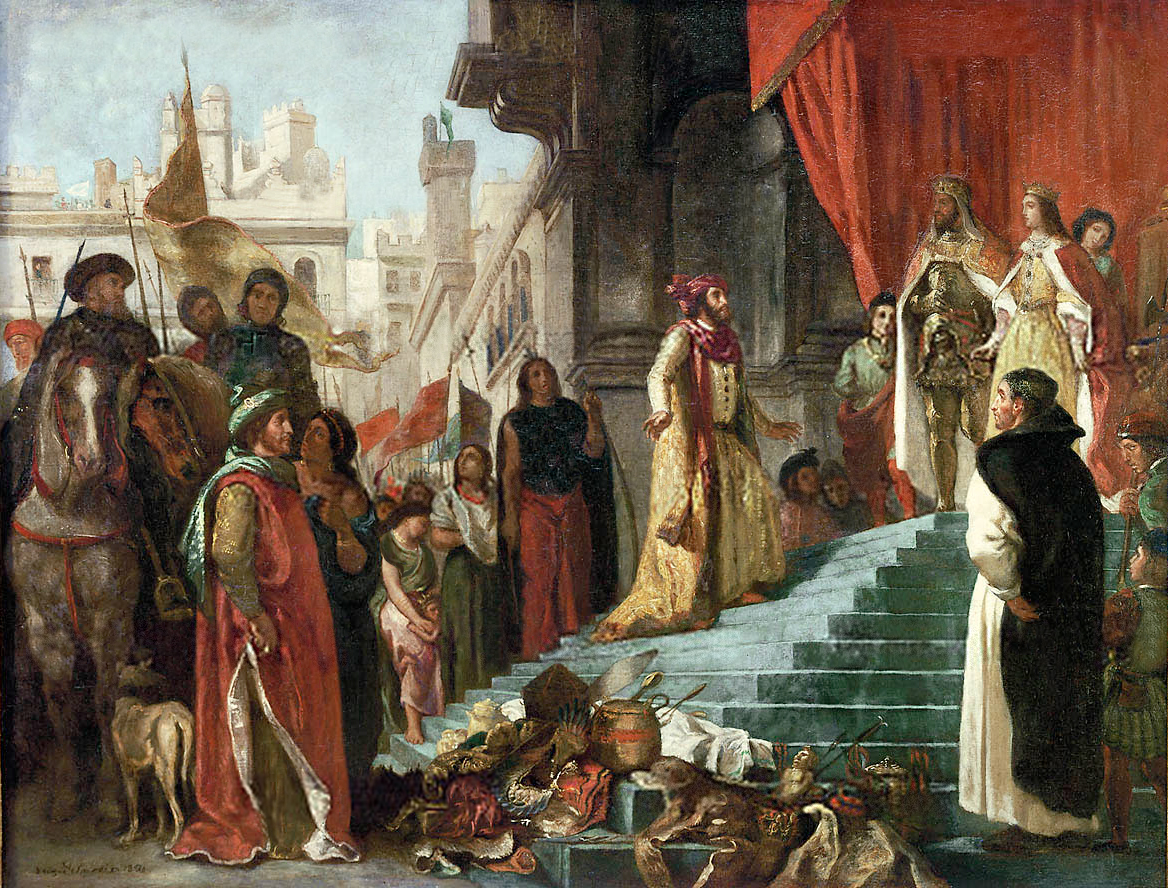
克里斯托弗·哥伦布的返回。在斐迪南国王和伊莎贝拉王后面前的听众。

随后哥伦布终于踏上返回西班牙的规程，船上带有强行挟持的一些印第安人。归途的大部分时间在信风的帮助下都比较顺利。但在2月22日夜间碰到了风暴，两艘船在风暴中失散。1493年2月19日，哥伦布所在的尼尼亚号终于到达葡萄牙所属的亚速尔群岛的圣玛利亚岛。随后哥伦布的舰队到达里斯本，终于回到了欧洲大陆。哥伦布在受到葡萄牙国王若昂二世接见后于3月13日离开里斯本返回了西班牙。
哥伦布终于在1493年3月15日星期五中午回到了当初出发的帕洛斯港。哥伦布舰队的另一艘船平塔号在2月底就到达了西班牙西北部加利西亚岸边的一个港口（巴荣纳）。马丁·阿隆素·平松在到达后立即上书住在巴塞罗那的费迪南国王和伊莎贝拉女王求见，但他们坚持要先见哥伦布。哥伦布给西班牙王室的远航探险报告（通常叫做《哥伦布书简》）被翻译为拉丁文在欧洲广为流传。

### 第二次航行（1493～1496）

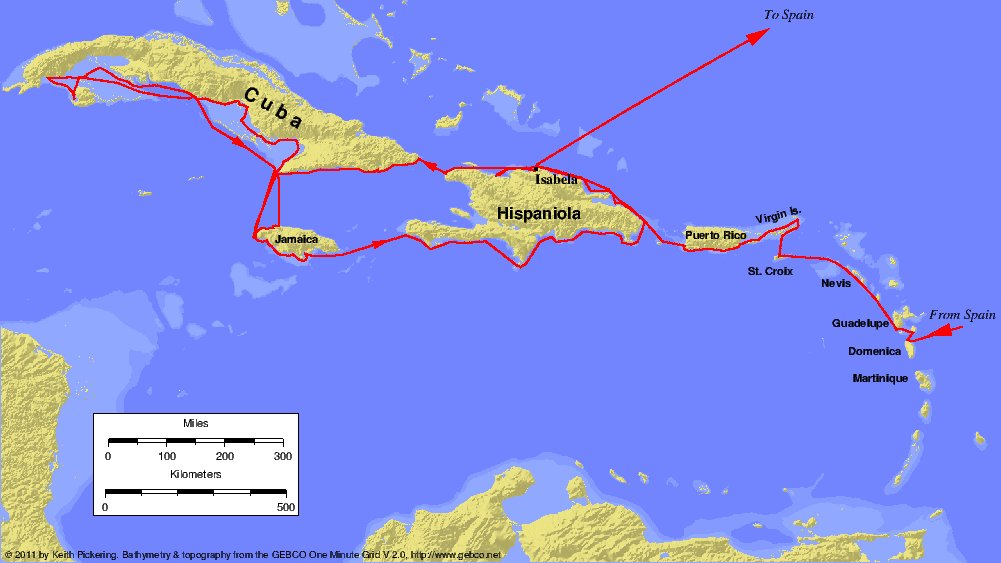
第二次航行

1493年9月25日他率领约1500人分乘17艘船只，从加的斯出发，11月3日发现多米尼加岛，接着又发现瓜德罗普岛和波多黎各等岛，然后驶抵海地岛。又因纳维达德堡已被当地印第安人夷平，于是另筑伊莎贝拉堡，建立西班牙在美洲的第一块殖民地。印第安人被课以黄金重税，或被驱使到金矿从事奴隶劳动，有的被捕捉运回欧洲贩卖。

### 第三次航行（1498～1500）

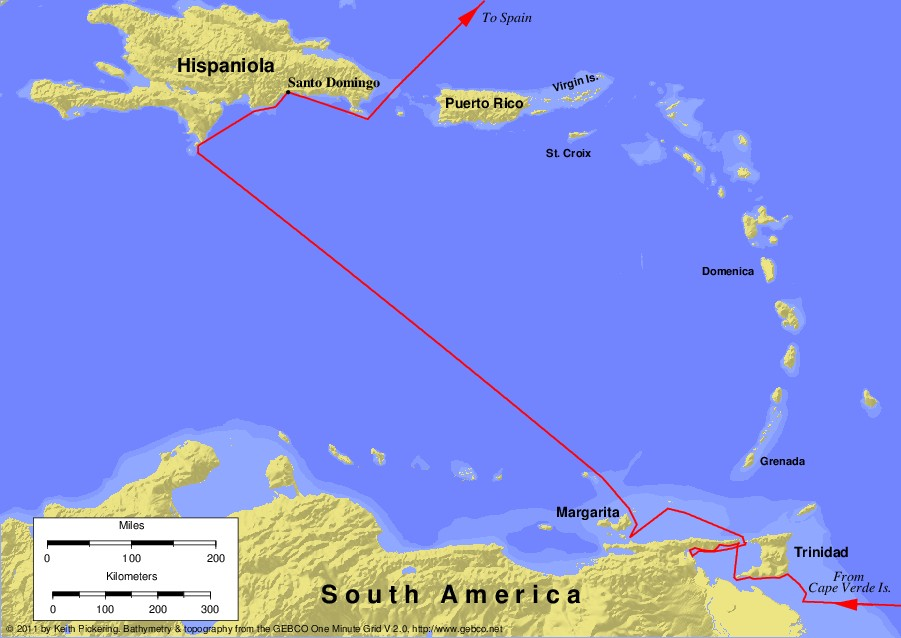
第三次航行

1498年5月30日，哥伦布率领由6艘船只和200人组成的船队，分两组从圣卢卡尔启锚，3只船直驶海地岛，另3只船由哥伦布本人率领，经佛得角群岛向西航行，于8月1日发现特立尼达岛。8月5日在委内瑞拉帕里亚半岛登陆，第一次踏上南美大陆。8月31日返回圣多明各。因为内乱，被国王特使以管理不善之名解除所有职务和没收财产。然后哥伦布连同他的两个弟弟被强行押回西班牙。哥伦布后虽获释，却失去统辖其所发现土地的权力。

### 第四次航行（1502～1504）

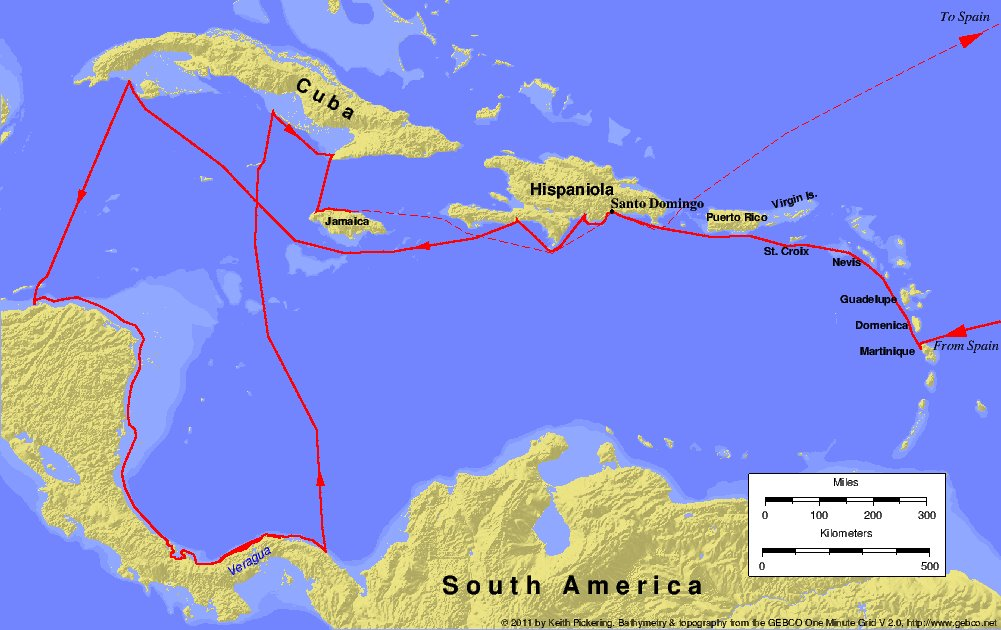
第四次航行

1502年5月9日，哥伦布率领4艘船只和约150人从加的斯出发，1502年6月15日，发现马提尼克岛，然后沿海地岛南海岸西行，过牙买加向中美洲进发，再沿洪都拉斯南驶，越尼加拉瓜和哥斯达黎加，最后抵巴拿马的达连湾。1503年6月折回牙买加岛，期間經歷了1504年3月1日月食，後经圣多明各于1504年11月7日回到西班牙桑盧卡爾。

## 逝世

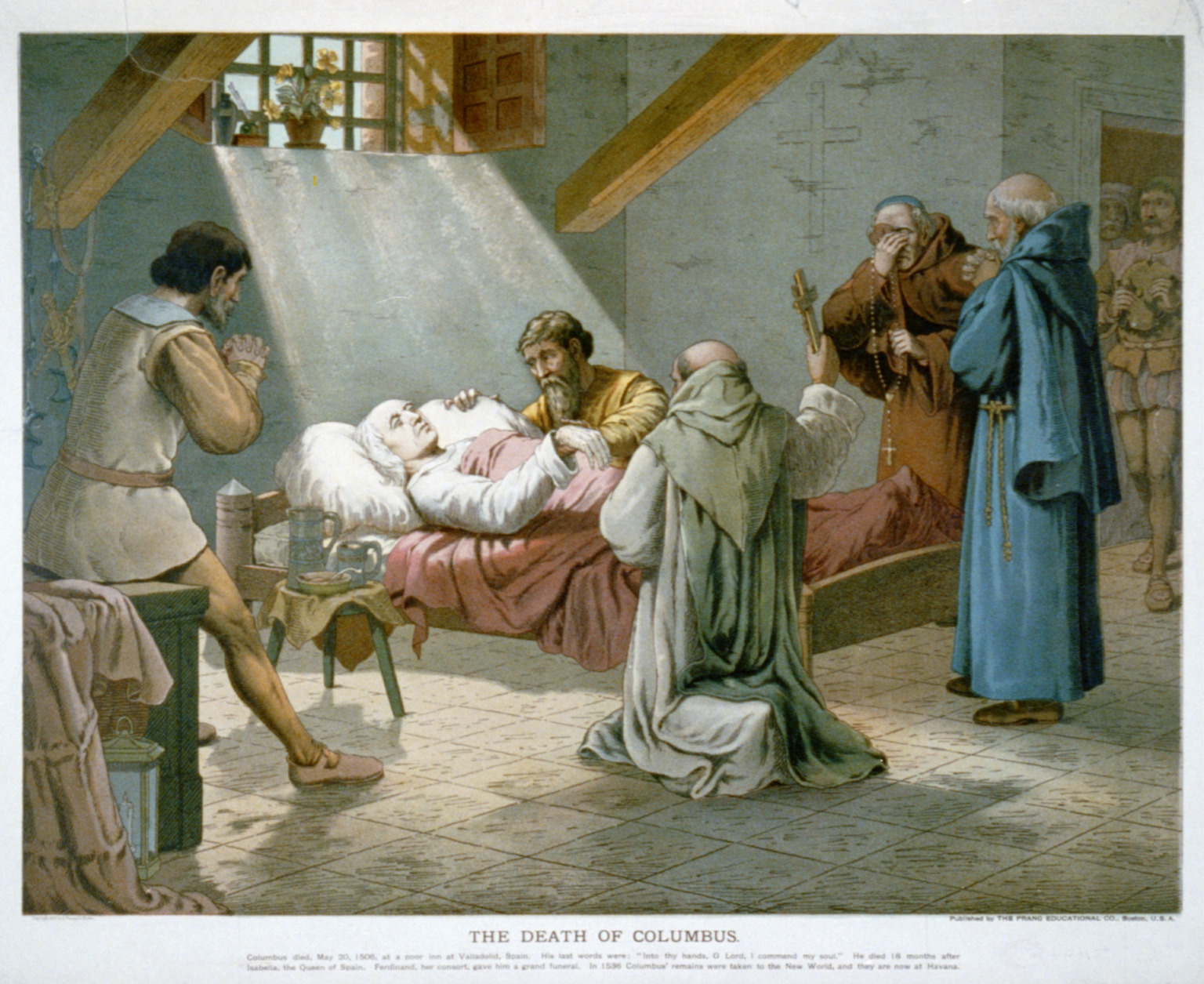
哥伦布的逝世

1506年5月20日，55歲的哥伦布在西班牙北部的巴利亚多利德的一个普通的旅店里逝世。随后，他的兄弟们和他的長子迭戈将他安葬在巴利亚多利德的一座圣方济各会的一所修道院的墓地内。

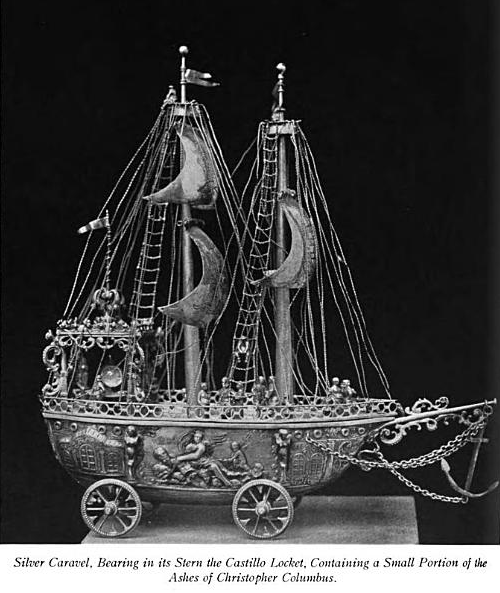
装有哥伦布骨灰的银质的快帆船

后来又依照迭戈的意愿移往塞维利亚的卡尔图哈的拉斯·奎瓦斯修道院。迭戈此时已经是西班牙島的总督。在1542年这些遗骨又被转移到殖民城（位于现今多米尼加共和国的圣多明各）在1795年当法国占领整个西班牙島，哥伦布的遗骨又被转移到古巴的哈瓦那。古巴在1898年的美西战争后独立，哥伦布的遗骨又被转回到西班牙的塞维利亚主教座堂，在那哥伦布的遗骨被放在一个精美的灵柩台中。

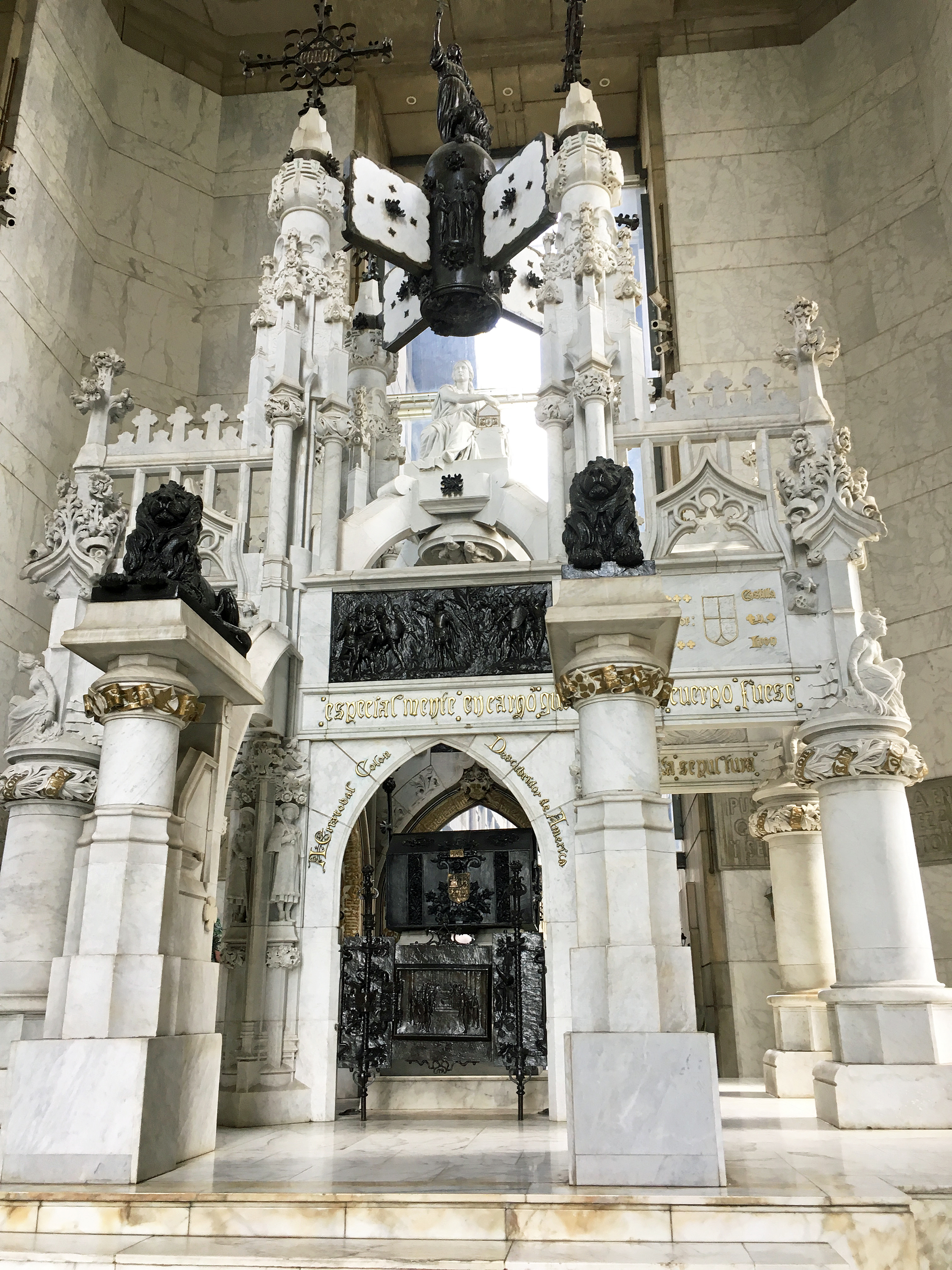
哥倫布燈塔中的哥倫布陵墓

然而，1877年圣多明各为了迎接哥伦布发现新大陆400周年纪念日，在全面整修肉身成道圣玛利亚圣殿都主教座堂时发现一个墓穴和一个铅皮箱子。箱子上和里面的物件上多处标有与哥伦布有关的标记。箱中放有四十一块遗骨，还有灰烬和一颗子弹。据说哥伦布年轻时左腿受过枪伤，子弹终生未能取出。多米尼加和西班牙都争论说自己国家存放的哥伦布遗骨是真的。在多米尼加发现的遗骨于1992年被最后迁入为纪念哥伦布发现新大陆500周年而建造的哥伦布灯塔。
为了证实是否当年转移到哈瓦那的不是哥伦布的遗骨而真正的遗骨还保留在多米尼加的教堂里，首先在2003年6月对存放在塞维利亚的遗骨提取了DNA样品，同时也从哥伦布的次子费迪南的遗体上提取了样品。在2002年也从哥伦布的兄弟迭戈的遗骨中提取过样品。最初对遗骨的观察展現出塞维利亚的遗骨与哥伦布逝世时的年纪和体格不相符，过于“瘦小和年轻”。西班牙调查者认为多米尼加的遗骨的特征更符合哥伦布逝世时的情况。DNA的提取和验证相當困难，因为有的遗骨在多次转移中被污染，使得很难提取到完整的DNA。但是西班牙的研究者通过提取到的部分线粒体DNA分析后认为，塞维利亚的遗骨的线粒体DNA碎片与迭戈的线粒体DNA比较相似，很可能来自同一母系。这个检验结果，以及人类学的和历史的分析使得研究者相信，存放在塞维利亚的遗骨確實来自于哥伦布。多米尼加当局一直没有允许取出他们保存的遗骨，因此不知道他们保存的是否来自于哥伦布遗体，但多米尼加和有些学者仍然坚持哥伦布的遗骨是放在圣多明各。
过去，历史学家一直在争论，哥伦布是否在他最后的航行里仍旧认为自己是在沿着亚洲的东岸航行。但是，学者柯克帕特里克·塞尔提出，《权力书》里的一份文献已经暗示哥伦布知道了他发现了一个新大陆。而且，在他第三次航行的日记里，他把“帕里亚之地（land of Paria）”称作“迄今不为人知的（hitherto unknown）”大陆。矛盾的是，哥伦布的其他一些书写资料一直都声称他到达了亚洲，比如在1502年给教宗亞歷山大六世的一封信中，他断言古巴是亚洲的东岸。他还推论说拉美新大陆是位于“东方尽头”的“地球的天堂”。所以，哥伦布到底怎么认为的还是不清楚。

## 紀念

### 哥伦布日

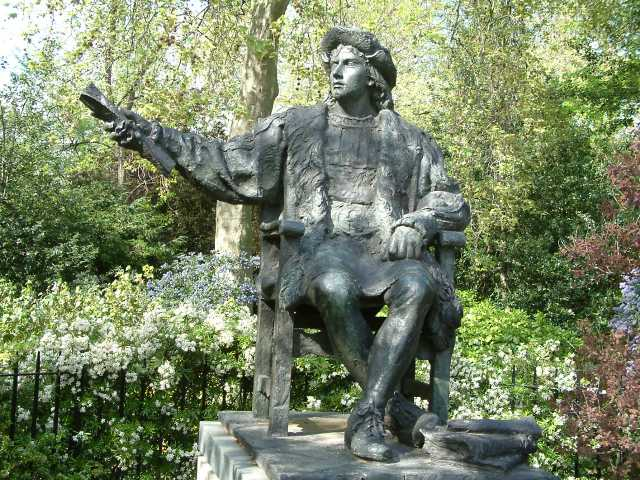
倫敦的哥伦布像

哥伦布日（Columbus Day）為10月12日或10月的第二個星期一，是西班牙和美國等國的法定假日。這一日正是哥伦布在1492年登上美洲大陸的日子。
哥伦布日是美國於1792年首先發起的，當時正是哥伦布發現美洲300週年的紀念日，有指該紀念日是為了減少原英法殖民者對美國的支配，以建立這個新生國家的國家認同。在1893年，芝加哥舉辦了芝加哥哥伦布纪念博览会，並舉辦了盛大的紀念活動。從此，每年的10月12日，美國大多數州會舉辦紀念活動。習俗亦開始傳遍整個美洲，現在不論北美洲，南美洲，還是加勒比海地區的國家都會在哥伦布日舉行紀念活動。
由于哥伦布为欧洲人开启了殖民美洲的大门，对印地安人来讲则是侵略的开始，哥伦布日在1992年發現美洲500週年後，日益受到美加社會的爭議及討論。近年美加社會開始注重美洲原住民的權益，在美加的一些左派思想地域及控制的大城市，加州伯克利等大城市，市政府已改称为“原住民日”。，以取代「哥倫布日」。委内瑞拉从2002年开始把这个节日称作“原住民抵抗日”。美國廣域的三K黨反對慶祝哥倫布或紀念碑，因為他們認為這增加了天主教在美國的影響力，而美國應該是一個新教為主的國家。此外，乔治·弗洛伊德之死引发的拆除历史争议人物雕像浪潮之中，他作為其「歷史爭議人物」之一大大加劇了這個爭議。

### 哥倫布大交換
哥倫布大交換由克羅斯比提出，泛指自大航海時代始，美洲（新世界）與歐洲、非洲和亞洲之間的生物影響和文化衝擊。因其自1492年哥倫布「發現」美洲後一直進行，故命名為「哥倫布大交換」。

### 引用
1. ↑  Portraits of Christopher Columbus （页面存档备份，存于） – COLUMBUS MONUMENTS PAGES. Vanderkrogt.
2. 1 2  . www.britannica.com.   [2022-11-19]. （原始内容存档于2015-05-12） （英语）.
3. ↑  Scholastic Teacher – Christopher Columbus (1451–1506) （页面存档备份，存于） Teaching Resources, Children's Book Recommendations, and Student Activities. Milton Meltzer. Author, Columbus and the World Around Him.
4. ↑  World Book – Columbus, Christopher Archive.today的存檔，存档日期2012-12-03 "Columbus, Christopher". World Book Store has the encyclopedia, dictionary, atlas, homework help, study aids, and curriculum guides. 2010
5. ↑  Questia – COLUMBUS, CHRISTOPHER （页面存档备份，存于） "Columbus, Christopher". Questia – The Online Library of Books and Journals. 2010
Memorials Of Columbus: Or, A Collection Of Authentic Documents Of That Celebrated Navigator (page 9) （页面存档备份，存于） Country of origin: USA. Pages: 428. Publisher: BiblioBazaar. Publication Date: 2010-01-01.
Native American History for Dummies (page 127) （页面存档备份，存于） Authors: Dorothy Lippert, Stephen J. Spignesi and Phil Konstantin. Paperback: 364 pages. Publisher: For Dummies. Publication Date: 2007-10-29.
The peoples of the Caribbean: an encyclopedia of archeology and traditional culture (p. 67) （页面存档备份，存于） Author: Nicholas J. Saunders. Hardcover: 399 pages. Publisher: ABC-CLIO. Publication Date: 2006-07-05
6. ↑  . Pc.gc.ca. 24 April 2009  [2009-07-29]. （原始内容存档于2008-12-16）.
7. ↑  曾彦一（1998）《英雄探险家卷·哥伦布》，第十一章：难于定论 （页面存档备份，存于）
8. ↑  Phillips, William D., and Carla Rahn Phillips. The Worlds of Christopher Columbus. Cambridge: Cambridge University Press, 1992. Page 9.
"Even with less than a complete record, however, scholars can state with assurance that Columbus was born in the republic of Genoa in northern Italy, although perhaps not in the city itself, and that his family made a living in the wool business as weavers and merchants...The two main early biographies of Columbus have been taken as literal truth by hundreds of writers, in large part because they were written by individual closely connected to Columbus or his writings. ...Both biographies have serious shortcomings as evidence."
9. 1 2  Encyclopædia Britannica, 1993 ed., Vol. 16, pp. 605ff / Morison, Christopher Columbus, 1955 ed., pp. 14ff
10. ↑  Telegraph, 14 October 2009, Georgetown University team led by Professor Estelle Irizarry claims that Christopher Columbus was Catalan （页面存档备份，存于）
11. ↑  da Silva, Manuel Luciano and Silvia Jorge da Silva, 2008. Christopher Columbus was Portuguese. Express Printers, Fall River. ISBN 978-1-60702-824-6.
12. ↑  . Explore.georgetown.edu.   [2010-02-23]. （原始内容存档于2010-07-11）.
13. ↑  Davidson (1997, pp.3ff （页面存档备份，存于）), Phillips & Phillips (1992, pp.85ff （页面存档备份，存于）)
14. ↑  Hoxie, Frederic E. ed. Encyclopedia of North American Indians Houghton Mifflin (March 1997) ISBN 978-0-395-66921-1 p.568
15. ↑  Herbst, Philip The Color of Words: An Encyclopaedic Dictionary of Ethnic Bias in the United States Intercultural Press Inc (31 December 1997) ISBN 978-1-877864-97-1 p.116  （页面存档备份，存于）
16. ↑  Wilton, David; Brunetti, Ivan Word myths: debunking linguistic urban legends Oxford University Press USA (13 January 2005) ISBN 978-0-19-517284-3 pp. 164–165  （页面存档备份，存于）
17. ↑  Phillips (1993), p. 132
18. ↑  Morison (2007), p. 105.
19. ↑  . Umc.sunysb.edu.   [2011-04-10]. （原始内容存档于2013-10-29）.
20. ↑  梁卓生. .  外国历史. 中国大百科全书出版社. 1990. ISBN 7-5000-0262-9.
21. ↑  The Columbus Foundation. "The Original Nina （页面存档备份，存于）".
22. ↑  曾彦一（1998）《英雄探险家卷·哥伦布》，第六章：终于启航 （页面存档备份，存于）
23. 1 2  曾彦一（1998）《英雄探险家卷·哥伦布》，第七章：发现陆地 （页面存档备份，存于）
24. ↑  Morison (1942, p.226); Lopez, (1990, p. 14 （页面存档备份，存于）); Columbus & Toscanelli (2010, p. 35 （页面存档备份，存于）)
25. ↑  Lopez, (1990, p. 15 （页面存档备份，存于）)
26. 1 2  曾彦一（1998）《英雄探险家卷·哥伦布》，第八章：两种文明 （页面存档备份，存于）
27. ↑  Robert H. Fuson, ed., The Log of Christopher Columbus, Tab Books, 1992, International Marine Publishing, ISBN 978-0-87742-316-4.
28. ↑  Columbus (1991, p.87 （页面存档备份，存于）). Or "for with fifty men they can all be subjugated and made to do what is required of them." (Columbus & Toscanelli, 2010, p.41 （页面存档备份，存于）)
29. ↑  Keith A. Pickering, The First Voyage of Columbus （页面存档备份，存于）
30. ↑  Maclean, Frances. . Smithsonian Magazine. 2008-01  [2008-01-27]. （原始内容存档于2011-08-24）.
31. ↑  Oliver Dunn and James Kelly, The Diario of Christopher Columbus's First Voyage to America (London: University of Oklahoma Press), 333–343.
32. ↑  James W. Loewen. . The New Press. 1995. ISBN 1402579373.
33. ↑  曾彦一（1998）《英雄探险家卷·哥伦布》，第九章：首次返航 （页面存档备份，存于）
34. 1 2  李隆庆（2005），《哥伦布全传》，727-737
35. ↑  李隆庆. . 中国世界古代史研究网. 2006-04-24  [2012-07-31]. （原始内容存档于2014-09-28）.
36. ↑  John Boyd Thacher. . G. P. Putnam & Sons. 1904  [2011-12-27].
37. ↑  . Cervantesvirtual.com.   [2009-07-29]. （原始内容存档于2020-10-14）.
38. 1 2  李隆庆. . 中国世界古代史研究网. 2006-04-24  [2012-07-31]. （原始内容存档于2013-04-25）.
39. ↑  Giles Tremlett（英语：Giles Tremlett）, Young bones lay Columbus myth to rest （页面存档备份，存于）, The Guardian, 11 August 2004
40. ↑  Lorenzi, Rossella. . Discovery News. 2004-10-06  [2006-10-11]. （原始内容存档于2012-12-16）.
41. 1 2 3  DNA verifies Columbus's remains in Spain （页面存档备份，存于）, Associated Press, 19 May 2006
42. ↑  . 新浪网. 2006-05-22  [2012-08-01]. （原始内容存档于2020-06-17）.
43. 1 2  Álvarez-Cubero, MJ; Martínez-González, LJ; Saiz, M; Álvarez, JC; Lorente, JA. . Cuadernos de Medicina Forense. 2010-03-08, 16 (1–2): 5–18  [2012-07-31]. ISSN 1135-7606. （原始内容存档于2011-07-20）.
44. ↑  Thomas F. McIlwraith; Edward K. Muller. . Rowman & Littlefield. 2001: 35  [2012-07-31]. ISBN 978-0-7425-0019-8. （原始内容存档于2020-10-12）.
45. ↑  Sale (1991), pp. 204–209
46. 1 2  Eviatar Zerubavel. . Transaction Publishers. 2003: 90–91  [2012-07-31]. ISBN 978-0-7658-0987-2. （原始内容存档于2016-06-03）.
47. ↑  Phillips (1993), p. 227.
48. ↑  . The Library of Congress.   [2012-08-02]. （原始内容存档于2012-10-19）.
49. ↑  . donQuijote.Org.   [2012-08-02]. （原始内容存档于2012-10-08）.
50. ↑  . The Badger Herald.   [2011-10-12]. （原始内容存档于2012-01-30）.
51. ↑  Richard C. Paddock. . Los Angeles Times. 2008-01-13  [2012-08-02]. （原始内容存档于2010-10-04）.
52. ↑  Conor Dougherty and Sudeep Reddy. . Wall Street Journal. 2009-10-10  [2012-08-02]. （原始内容存档于2013-06-11）.
53. ↑  Thomas J. Morgan. . Rhode Island Journal. 2009-04-09.
54. ↑  Clifton Adcock. . Tulsa World. 2008-10-13  [2012-08-02]. （原始内容存档于2012-10-08）.
55. ↑  張翠容. . 《澳门日报》. 2011-10-24  [2012-08-02]. （原始内容存档于2012-01-30）.
56. ↑  . Mata Taiwan. 2016-11-25  [2017-09-25]. （原始内容存档于2020-12-12） （美国英语）.
57. ↑  . The News Lens 關鍵評論網. 2015-11-28  [2017-09-25]. （原始内容存档于2020-12-12） （中文（臺灣））.
58. ↑  Crosby, Alfred W. Jr. 2003 (30th anniversary ed.). The Columbian exchange : biological and cultural consequences of 1492. Westport, Conn.: Praeger. 283 pp. ISBN 978-0-275-98073-3

## 延伸阅读
- （美）塞·埃·莫里森 著﹒陈太先 陈礼仁 译﹒哥伦布传（M）﹒商务印书局﹒1995年﹒
- 《航海家哥伦布》，[美]莫里逊/著 ， 陈太先、陈礼仁/译，长沙：湖南人民出版社，1983年版。
- （西）哥伦布 著﹒孙家堃 译﹒航海日记（M）﹒上海外语教育出版社﹒1987年﹒
- （西）萨尔瓦多·德·马达里亚加 著；朱伦 译. . 人民文学出版社. 2011: 401. ISBN 9787020082285.
- 《哥伦布评传》，[西]马达里亚加(Madariaga,S.de)/著，朱伦/译，北京：中国社会科学出版社，1991年版。
- 《哥伦布—大西洋的海军元帅》，[法]Michel　Lequenne/著，顾嘉琛/译，上海：上海书店出版社，2001年版。
- 《克里斯托弗·哥伦布对新大陆的首次航行》，[美]斯蒂芬·C.道奇(Dodge,S.C.)/著，田为民、寇法莹/译，北京：世界知识出版社，1998年版。
- 《哥仑布美洲探险记》，汤玉奇、陈继新/编，福州：福建人民出版社，1982年版。
- 《哥伦布美洲发现记》，[意大利]克里斯托弗·哥伦布/著， 刘福文/译，哈尔滨：黑龙江人民出版社，1998年版。
- 《哥伦布》，[西班牙]索蒂略斯/著，李德/译，北京：海洋出版社，1984年版。
- 《大探险家—麦哲伦·哥伦布》，[奥地利] 斯·茨威格/著，黄明嘉、卫茂平/译，桂林：漓江出版社，2000年版。
- 《美洲来的哥伦布》，刘肖诗/著，湖南：湘教出版社，1999年版。
- 《通向现代世界的500年—哥伦布以来东西两半球汇合的世界影响》，黄邦和、萨那、林被甸/主编，北京：北京大学出版社，1994年版。
- 《少年哥伦布 》[苏]比安基,В./著，王汶/译，上海：少年儿童出版社，1961年版
- 《梦断新大陆—哥伦布的悲剧》， 杨一星、 李焕栋/著，长春：长春出版社，1995年版。
- 《我到过天堂的边缘》，边欣/著，北京：国际文化出版社。
- 《老师的谎言（美国历史教科书中的错误）》——第二章1493年：克里斯托弗·哥伦布的真正意义，[美] 詹姆斯·洛温（James W. Loewen）；马万利 / 刘北成 译，中央编译出版社，2009.12，ISBN 9787511700728。
- . 新浪网.   [2012-08-01]. （原始内容存档于2020-10-04）.

## 外部連結
- Christopher Columbus的作品  - 古騰堡計劃
- Geneall网站上关于克里斯托弗·哥伦布家族的家谱（西班牙文）
- WorldCat 聯合目錄中克里斯托弗·哥伦布的著作或與之相關的著作
- 復原的哥倫布肖像，建基於當時的歷史資料。
- Excerpts from the log of Christopher Columbus' first voyage[]
- The Letter of Columbus to Luis de Sant Angel Announcing His Discovery （页面存档备份，存于）
- Columbus' Navigation （页面存档备份，存于）
- Columbus Monuments Pages (overview of monuments for Columbus all over the world)（页面存档备份，存于）
- "But for Columbus There Would Be No America", Tiziano Thomas Dossena, Bridgepugliausa.it, 2012 （页面存档备份，存于）